# Myaka myaka
Myaka myaka je maleni ciklid (Cichlidae) kojega je tek 1972. opisala britanska ihtiologinja Ethelwynn Trewavas. Ime myaka vernakularni je (danas i fao) naziv lokalnih stanovnika u Kamerunu gdje je ova riba endemska vrsta u vulkanskom jezeru Barombi Mbo. Danas je kritično ugrožena zbog zagađenja izazvanog ljudskim aktivnostima.
Voli otvorenu i duboku vodu, a u pliću zalazi jedino radi mrijesta. Hrani se fitoplanktonom i kukcima.
Myaka myaka je trenutno jedina vrsta u svome rodu. Naraste maksimalno do 6,7 centimetara dužine. a kako se ne odlikuje nekom ljepotom boja, nije prisutna u akvaristici niti postoje trgovački nazivi za nju.